# Walter T. Rea
Walter T. Rea (12 de junho de 1922 – 30 de agosto de 2014) foi um ex-pastor adventista do sétimo dia autor do livro The White Lie (1982) traduzido como " A mentira branca", ou mentira white", um relato de sua pesquisa sobre empréstimos literários e fontes não creditadas, nos escritos de co-fundadora da igreja, Ellen G. White. Suas descobertas criaram tumulto na Igreja Adventista em relação à inspiração, honestidade e autoridade de Ellen G. White, a quem a igreja afirma possuir o dom espiritual de profecia.

## Biografia
Rea nasceu em 1922. Ele morreu em agosto de 2014 aos 92 anos. Rea era um pastor adventista do sétimo dia em Long Beach, Califórnia, quando escreveu  "A Mentira Branca" (The White Lie). Seu emprego na igreja terminou em 1980, e foi mandado embora aos 58 anos depois que um artigo de jornal publicou um relato de suas descobertas.

### Ellen Gold White
Embora tenha havido alegações anteriores de plágio contra Ellen G. White, o livro de Rea, The White Lie, afirmava que até 80 ou 90% dos escritos de White foram plagiados Rea foi o primeiro a documentar a extensão desse empréstimo, citando 75 livros dos quais White roubava escritos. A denominação adventista respondeu a essas acusações em vários locais. A igreja continuou a abordar desafios relacionados em relação à compreensão da inspiração de White, questões sobre a extensão do empréstimo (roubo) literário e sua distinção ao plágio e questões de integridade na ausência de ilegalidade.